# Pelin Uluksar
Pelin Uluksar (Istanbul, 20 aprile 1994) è un'attrice turca.

## Biografia
Pelin Uluksar è nata il 20 aprile 1994 a Istanbul (Turchia), ha talenti come il balletto, la scherma e la voce.

## Carriera
Pelin Uluksar ha completato la sua formazione di canto presso il conservatorio statale dell'Università di Istanbul. Dopo il diploma che ha ottenuto a Istanbul, si è iscritta presso il dipartimento teatrale dell'Università di Yeditepe, dove alcuni anni dopo ha ottenuto la laurea. Ricevuto un diploma in recitazione presso il Müjdat Gezen Art Center e l'International Micheal Chekhov Workshop, nel 2016 e nel 2017 ha iniziato la sua carriera di attrice con il ruolo di Nergis Yenilmez nella serie No: 309.
Nel 2018 è entrata a far parte del cast della serie Bir Deli Rüzgar, nel ruolo di Melis Rengin. Nel 2019 e nel 2020 è stata scelta per interpretare il ruolo di Nehir Erdem nella serie Vuslat. Nel 2021 ha ha recitato nelle serie Love Is in the Air (Sen Çal Kapımı), nel ruolo di Puren e in Benim Hayatim, nel ruolo di Ahu. Nello stesso anno ha ricoperto il ruolo di Eda nel film Küçük Yalanlar diretto da Bora Onur. Nel 2022 ha ricoperto il ruolo di Süheyla nella serie Ben Bu Cihana Sigmazam. Nello stesso anno ha recitato nel film 7 Melek diretto da Murat Onbul.

## Filmografia

### Cinema
- Küçük Yalanlar, regia di Bora Onur (2021)
- 7 Melek, regia di Murat Onbul (2022)

### Televisione
- No: 309 – serie TV, 65 episodi (2016-2017)
- Bir Deli Rüzgar – serie TV, 6 episodi (2018)
- Vuslat – serie TV, 44 episodi (2019-2020)
- Love Is in the Air (Sen Çal Kapımı) – serie TV, 1 episodio (2021)
- Benim Hayatim – serie TV, 6 episodi (2021)
- Ben Bu Cihana Sigmazam – serie TV (2022)

## Discografia

### Singoli
- 2018: Baska Bahar – colonna sonora di Bir Deli Rüzgar
- 2018: Sifir Tolerans – colonna sonora di Bir Deli Rüzgar
- 2018: Okyanu – colonna sonora di Bir Deli Rüzgar

## Doppiatrici italiane
Nelle versioni in italiano dei suoi film e delle sue serie TV, Pelin Uluksar è stata doppiata da:
- Luisa D'Aprile[37] in Love Is in the Air[38]

## Riconoscimenti
- International İzmit Film Festival
  - 2020: Candidata come Miglior attrice non protagonista in una serie televisiva per Vuslat